# جهان دانش
جهان دانش کتابی است در نجوم که توسط شرف الدین محمد بن مسعود ابن المسعودی مروزی بخاری حنفی، در (۵۴۹ق) نیمه دوم قرن ششم قمری نوشته شده‌است.
ظاهراً محمد بن مسعود مسعودی، نویسنده کتاب زاده مرو، اهل بخارا و حنفی که که یکی از مذاهب اسلام است بوده‌است. وی کتابی بنام الکفایة فی علم الهیئة به عربی دربارهٔ دانش هیأت یا نجوم کروی داشته که خود آن را به فارسی ترجمه کرده و جهان دانش نامیده‌است. وی حدود یازده کتاب از جمله کتابی دیگر در احکام نجوم بنام مجمع الاحکام به فارسی دارد.
کتاب جهان دانش کتابی جامع است که با تحمید خداوند و درود بر پیامبر اسلام آغاز می‌شود. و همه کتاب در دو گفتار مجموع آمده‌است. گفتار اول دربارهٔ مطالب کلی ستاره شناسی، تعاریف، کرویت اجرام، حرکات فلکی، مختصلت فلکی، افلاک، گرفت، نجوم و صور فلکی، مقادیر اجرام فلکی و... است و ۲۳ باب دارد. و گفتار دوم که دربارهٔ زمین، مختصات، اقالیم، گاهشماری، اوقات شرعی و قبله یابی و... است که در ۱۴ باب است.